# Хаммерих, Ангул
Ангул Хаммерих (дат. Angul Hammerich; 25 ноября 1848, Копенгаген — 26 апреля 1931, Фредериксберг) — датский музыковед. Сын историка Петера Фредерика Хамерика, брат композитора Асгера Хамерика, муж пианистки Голлы Хаммерих.

## Биография
Учился игре на виолончели и фортепиано, однако затем окончил Копенгагенский университет (1872) со специализацией в области политики и некоторое время находился на государственной службе. С 1876 года начал публиковаться как музыкальный критик, с 1880 году посвятил себя музыке целиком. В 1892 году он защитил в Копенгагенском университете первую в Дании докторскую диссертацию по истории музыки, посвящённую музыке и музыкантам при дворе короля Христиана IV (дат. Musiken ved Christian den Fjerdes hof), в том же году вышел его очерк истории Копенгагенской консерватории за 25 лет её существования. В 1896 году Хаммерих стал первым в Дании профессором истории музыки и преподавал в университете до 1922 года.
Хаммерих опубликовал первое исследование о древнескандинавских бронзовых рогах — статью «Studier over bronzelurerne i Nationalmusaeet i Kjøbenhavn». В 1925 году лекция Хаммериха об этих древних духовых инструментах, прочитанная в копенгагенском Национальном музее, и образцы их звучания в исполнении современных музыкантов были записаны на грампластинку.
В 1897 году Хаммерих основал в Копенгагене Музей истории музыки и оставался его директором до конца своих дней. В 1909 году он выпустил его каталог.
В 1899 году вышла фундаментальная статья Хаммериха о старинной исландской музыке. В 1912 году он обобщил свои многолетние исследования монографией «Музыкальные памятники датского средневековья» (дат. Musikmindesmaerker fra middelalderen i Danmark), в том же году вышедшей в США (англ. Mediaeval Musical Relics of Denmark) в переводе жены его брата Асгера Маргарет Уильямс Хамерик (переиздание 1975). В 1916 году Хаммерих опубликовал биографический очерк о Петере Хартмане. Последней крупной работой Хаммериха стала монография «История датской музыки до 1700 года» (дат. Dansk musikhistorie indtil ca.1700; 1921).